# Mexicaanse dwergkreeft
De Mexicaanse dwergkreeft (Cambarellus montezumae) is een zoetwaterkreeft die zo'n 5–7 cm groot wordt.

## Voorkomen
In de natuur zijn het echte opruimers die leven van dood plantaardig en dierlijk materiaal en soms levende prooien. De soort Cambarellus zempoalensis is sterk verwant en wordt als een zustersoort gezien, maar komt slechts op één locatie voor; een gebied gelegen in de Mexicaanse staat Morelos, een van de kleinste staten. Cambarellus montezumae is meer algemeen en heeft een veel groter verspreidingsgebied.

## In gevangenschap
Vanwege zijn schuwe aard is hij erg geschikt voor een gezelschapsaquarium, waar hij de medebewoners en de beplanting over het algemeen met rust laat. Dit in tegenstelling tot de meeste zoetwaterkreeften, die wel raad weten met groene planten. Wel woelt de Mexicaanse rivierkreeft de bodem enigszins om. De aanwezigheid van schuilplaatsen in het aquarium is essentieel, met name vanwege de kwetsbaarheid van de kreeft net na een vervelling. Cambarellus montezumae eet kleine hoeveelheden droogvoer en groenvoer, maar als hij de kans krijgt ook levend voer. Een goede waterkwaliteit is van belang; de kreeftjes kunnen slecht tegen vervuiling.